# Bromio
Bromio (en griego: Βρόμιος Bromios) se utilizó, en la antigua Grecia, como un epíteto del dios Dioniso o Baco. Significa ‘ruidoso’ o ‘bullicioso’, del griego βρέμειν, ‘rugir’.

## Mitología

### Dioniso
Bromio es otro nombre de Dioniso, el hijo de Zeus y Sémele. Hera, la celosa esposa de Zeus descubrió el adulterio y se las ingenió para influir sobre Sémele para que solicitara a Zeus que la revelara su verdadera forma. Aprovechando que Zeus había prometido a su amante la concesión de cualquier deseo, le pidió verlo en su aspecto divino (un suceso conocido en la antigüedad como una epifanía). Pero el cuerpo mortal de Sémele no pudo soportar este espectáculo sobrecogedor, acompañado por rayos y fuego, y fue destruido. Dado que todas las relaciones sexuales con los dioses producen procreación, Semele estaba embarazada en ese momento. Zeus tomó al niño del vientre de la madre y lo colocó en su muslo hasta que estuviese listo para nacer. A pesar de su herencia medio-mortal, Bromio fue un verdadero dios y no un semidiós por haber nacido del propio Zeus, el dios nacido dos veces.

### Versión órfica
De acuerdo con Richard Buxton, Bromio (Bromios) es otro nombre para una figura divina fundamental que precede a Urano y a Nix (personificación de la noche) en el mito órfico. Esta visión alternativa a Hesíodo fue conocida por un fragmento de un papiro descubierto en Derveni, Macedonia Central (Grecia), en 1962, y al que actualmente se le conoce como el papiro de Derveni.

### Hijo del rey Egipto
Otro Bromio, en la mitología griega, es uno de los doce hijos de Egipto y de la ninfa Caliadne. Se casó con Erató, hija de Dánao y de la ninfa Polixo. Erató lo asesinó en la noche de bodas.